# あまから問答
『あまから問答』（あまからもんどう）は、NETテレビ（NET）→テレビ朝日（番組終了時ANB、現：EX）系列局ほかで、1971年（昭和46年）10月10日から1999年（平成11年）9月24日まで28年にわたって放送された、トーク番組形式の政府広報番組である。

## 概要
放送開始当初は日曜23:00 - 23:30の放送だったが、1976年10月からは放送日時が土曜11:15 - 11:45に変更された。そして1982年4月からは土曜8:00 - 8:30に移動。さらに、1997年4月からは『朝だ!生です旅サラダ』（朝日放送制作）の放送時間が拡大したことに伴い放送日時が金曜9:55 - 10:25に変更された。
この番組は総理府（現：内閣府）が提供した番組で、国勢について政治家や専門家を招き対談する番組で、番組が始まった当初から1982年ごろまでは当時、NET→テレビ朝日アナウンサーであった吉岡晋也が司会を務め、その後でジャーナリスト・大宅映子が、また番組後期はいずれも当時テレビ朝日のアナウンサーであった丸川珠代、木下智佳子が司会をしていた。聴覚障害者向けに手話通訳を入れて放送した。
なお、番組開始当時から少なくとも1990年代に入るまでは、NET→テレビ朝日系のフルネットが少なかったため、地域によっては、他系列とのクロスネット局加盟 の放送局でのネットも多数あった。
近畿広域圏では番組開始当初からネットしていた毎日放送が打ち切ったため1972年10月から1973年3月までネットがなく、1973年4月のネット再開後も半年で打ち切ったので1973年10月以降は独立局である近畿放送・サンテレビでこの番組が放送されていた（MBSでの最初の半年を除いてNETテレビと同時ネット）。ネットチェンジ後は朝日放送でこの番組がネットされるようになった（朝日放送での放送日時は土曜11:15 - 11:45であった）。

## ネット局
系列局は放送当時のもの
| 放送対象地域           | 放送局                            | 系列                                             | ネット形態 | 備考 |
| ---------------------- | --------------------------------- | ------------------------------------------------ | --- | --- |
| 関東広域圏             | テレビ朝日                        | NET→テレビ朝日系列                               | （制作幹事局基準） | |
| 北海道                 | 北海道テレビ                      | NET→テレビ朝日系列                               | 同時ネット（1975年3月30日まで）→ 先行ネット（1975年4月5日 - 1976年9月25日）→ 同時ネット（1976年10月2日 - 1997年3月29日）→ 遅れネット（1997年4月5日から） | 1975年3月30日までは同時ネット。 1975年4月5日 - 1982年3月27日は土曜 11:15 - 11:45に放送（1976年9月25日まではキー局より1日先行放送）。 1976年10月2日にNETテレビの放送時間移行に伴い、同時ネットに戻る。 土曜 8:00 - 8:30枠時代については一貫して同時ネット。 1997年4月5日 - 1998年3月28日は土曜 11:00 - 11:30、 1998年4月3日 - 9月25日は金曜 11:05 - 11:35、 1998年10月2日 - 1999年9月24日は金曜 11:00 - 11:30に放送。 |
| 青森県                 | 青森放送                          | 日本テレビ系列 NET→テレビ朝日系列                | 遅れネット | 1991年9月まで |
| 青森県                 | 青森朝日放送                      | テレビ朝日系列                                   | 同時ネット | 1991年10月開局から |
| 岩手県                 | 岩手放送→IBC岩手放送              | TBS系列                                          | 遅れネット | 1996年9月まで |
| 岩手県                 | 岩手朝日テレビ                    | テレビ朝日系列                                   | 同時ネット | 1996年10月開局から |
| 宮城県                 | 東北放送                          | TBS系列                                          | 遅れネット | 1975年9月まで |
| 宮城県                 | 東日本放送                        | NET→テレビ朝日系列                               | 同時ネット | 1975年10月開局から |
| 秋田県                 | 秋田放送                          | 日本テレビ系列                                   | 遅れネット | 1992年9月まで |
| 秋田県                 | 秋田朝日放送                      | テレビ朝日系列                                   | 同時ネット | 1992年10月開局から |
| 山形県                 | 山形放送                          | 日本テレビ系列 NET→テレビ朝日系列                | 遅れネット | 1993年3月まで |
| 山形県                 | 山形テレビ                        | テレビ朝日系列                                   | 同時ネット | 1993年4月のテレビ朝日系列へのネットチェンジから |
| 福島県                 | 福島中央テレビ                    | 日本テレビ系列 NET→テレビ朝日系列                | 遅れネット | 1981年9月まで |
| 福島県                 | 福島放送                          | テレビ朝日系列                                   | 同時ネット | 1981年10月開局から |
| 山梨県                 | 山梨放送                          | 日本テレビ系列                                   | 遅れネット →同時ネット | |
| 新潟県                 | 新潟放送                          | TBS系列                                          | 遅れネット | 1983年9月まで |
| 新潟県                 | 新潟テレビ21                      | テレビ朝日系列                                   | 同時ネット | 1983年10月開局から |
| 長野県                 | 信越放送                          | TBS系列                                          | 遅れネット | 1991年3月まで |
| 長野県                 | 長野朝日放送                      | テレビ朝日系列                                   | 同時ネット | 1991年4月開局から |
| 静岡県                 | 静岡放送                          | TBS系列                                          | 遅れネット | 1978年6月まで |
| 静岡県                 | 静岡けんみんテレビ→静岡朝日テレビ | テレビ朝日系列                                   | 遅れネット →同時ネット | 1978年7月開局から |
| 富山県                 | 北日本放送                        | 日本テレビ系列                                   | 遅れネット | 1978年4月2日より放送開始 開始当初から1997年3月30日までは毎週日曜の7:30 - 8:00に、 1997年4月4日から1999年9月24日までは毎週金曜の10:00 - 10:30に放送していた。 |
| 石川県                 | 北陸放送                          | TBS系列                                          | 遅れネット | 1977年10月2日 から1991年9月28日まで 開始当初は日曜 7:15 - 7:45の放送であったが、1978年1月7日から土曜 11:15 - 11:45に移動した。以降1991年9月28日の最終回まで放送（但し『終』マークは無かった）。 |
| 石川県                 | 北陸朝日放送                      | テレビ朝日系列                                   | 同時ネット | 開局後の1991年10月5日から |
| 福井県                 | 福井放送                          | 日本テレビ系列 NET→テレビ朝日系列                | 遅れネット | 1976年10月3日より日曜 17:00枠にて放送開始 |
| 中京広域圏             | 中京テレビ                        | NET系列                                          | 遅れネット | 1972年9月まで 1972年10月から1973年3月まで中京広域圏での放送なし |
| 中京広域圏             | 名古屋テレビ                      | テレビ朝日系列                                   | 同時ネット | 1973年4月から |
| 近畿広域圏             | 毎日放送                          | NET系列                                          | 遅れネット→同時ネット | 番組開始から1972年3月までは日曜23:30 - 24:00枠で遅れネット、1972年4月から1972年9月までは同時ネット。1972年10月から1973年3月一時中断。 1973年4月のネット再開から同年9月の打ち切りまで同時ネット |
| 近畿広域圏             | サンテレビジョン 近畿放送         | 独立UHF県域局                                    | 同時ネット | MBSテレビでの打ち切りを受けて1973年10月から左記の独立2局への移動となり、朝日放送への移動まで同時ネット。 |
| 近畿広域圏             | 朝日放送                          | NET→テレビ朝日系列                               | 遅れネット→同時ネット→遅れネット | 朝日放送では1975年4月から1976年9月まで遅れネット。 |
| 島根県 鳥取県          | 山陰放送                          | TBS系列                                          | 遅れネット | |
| 岡山県                 | 岡山放送                          | フジテレビ系列 NET→テレビ朝日系列                | 同時ネット →遅れネット | 1971年10月番組開始から1972年9月までと、1973年4月から1975年3月までNET同時ネット。 1975年4月から1976年9月は土曜11:15 - 11:45で遅れネット。1979年4月の岡山県・香川県相互乗り入れに伴い打ち切り |
| 広島県                 | 広島ホームテレビ                  | テレビ朝日系列                                   | 遅れネット→同時ネット | 1975年4月ネット開始、1976年9月まで土曜11:15 - 11:45で遅れネット |
| 山口県                 | 山口放送                          | 日本テレビ系列 NET→テレビ朝日系列                | 遅れネット | 1993年9月まで |
| 山口県                 | 山口朝日放送                      | テレビ朝日系列                                   | 同時ネット | 1993年10月開局から |
| 徳島県                 | 四国放送                          | 日本テレビ系列                                   | 遅れネット | |
| 香川県 →香川県・岡山県 | 瀬戸内海放送                      | テレビ朝日系列                                   | 同時ネット | 1974年4月ネット開始。1979年3月までは香川県のみの放送 1979年4月以降は岡山県でも放送 |
| 愛媛県                 | 南海放送                          | 日本テレビ系列                                   | 遅れネット | 1995年3月まで |
| 愛媛県                 | 愛媛朝日テレビ                    | テレビ朝日系列                                   | 同時ネット | 1995年4月開局から |
| 高知県                 | 高知放送                          | 日本テレビ系列                                   | 遅れネット | |
| 福岡県                 | 九州朝日放送                      | テレビ朝日系列                                   | 同時ネット | |
| 長崎県                 | 長崎放送                          | TBS系列                                          | 遅れネット | 1990年3月まで |
| 長崎県                 | 長崎文化放送                      | テレビ朝日系列                                   | 同時ネット | 1990年4月開局から |
| 熊本県                 | 熊本放送                          | TBS系列                                          | 遅れネット | 1989年9月まで |
| 熊本県                 | 熊本朝日放送                      | テレビ朝日系列                                   | 同時ネット | 1989年10月開局から |
| 大分県                 | テレビ大分                        | 日本テレビ系列 フジテレビ系列 NET→テレビ朝日系列 | 遅れネット | 1993年9月まで |
| 大分県                 | 大分朝日放送                      | テレビ朝日系列                                   | 同時ネット | 1993年10月開局から |
| 宮崎県                 | テレビ宮崎                        | フジテレビ系列 日本テレビ系列 NET→テレビ朝日系列 | 遅れネット | |
| 鹿児島県               | 鹿児島テレビ                      | フジテレビ系列 日本テレビ系列 NET→テレビ朝日系列 | 遅れネット | 1982年9月まで |
| 鹿児島県               | 鹿児島放送                        | テレビ朝日系列                                   | 同時ネット | 1982年10月開局から |
| 沖縄県                 | 琉球放送                          | TBS系列                                          | 遅れネット | 1995年9月まで |
| 沖縄県                 | 琉球朝日放送                      | テレビ朝日系列                                   | 同時ネット | 1995年10月開局から |

| NETテレビ 日曜 23:00 - 23:30              | NETテレビ 日曜 23:00 - 23:30                    | NETテレビ 日曜 23:00 - 23:30                                                            |
| 前番組                                    | 番組名                                          | 次番組                                                                                  |
| ----------------------------------------- | ----------------------------------------------- | --------------------------------------------------------------------------------------- |
| サンデーレポート                          | あまから問答 （1971年10月10日 - 1976年9月25日） | 日本マッチプレーゴルフ                                                                  |
| NETテレビ→テレビ朝日 土曜 11:15 - 11:45   |                                                 |                                                                                         |
| 女子プロチャレンジゴルフ                  | あまから問答 （1976年10月2日 - 1982年3月27日）  | おしゃべり音楽館                                                                        |
| テレビ朝日 土曜 8:00 - 8:30               |                                                 |                                                                                         |
| 朝の談笑 （1981年4月4日 - 1982年3月27日） | あまから問答 （1982年4月3日 - 1997年3月29日）   | 朝だ!生です旅サラダ （1997年4月5日 - ） ※朝日放送制作 ※8:00 - 9:30 【30分拡大して継続】 |
| テレビ朝日 金曜 9:55 - 10:25              |                                                 |                                                                                         |
| 邦子と徹のあんたが主役（再放送）          | あまから問答 （1997年4月4日 - 1999年9月24日）   | 秘湯ロマン（再放送）                                                                    |